# Tony Blundetto
Anthony « Tony B. » Blundetto, interprété par Steve Buscemi, est un personnage fictif de la série télévisée d'HBO Les Soprano. Il est le cousin de Tony Soprano libéré de prison au début de la saison cinq.

Quand il sort de prison, son cousin, qui s'en veut toujours que Blundetto ait pris pour eux deux, veut lui remettre le pied à l'étrier, mais Tony B. semble vouloir se ranger. Cette tentative de gagner honnêtement sa vie échoue, et il s'implique, en tuant Billy Leotardo, le frère de Phil Leotardo, dans la guerre de succession qui fait rage à New York après la mort de Carmine Lupertazzi. Par souci d'apaisement, Tony Soprano est obligé d'abattre lui-même son cousin. Le tout dans la 5e saison.